# Anthoceros scariosus
Anthoceros scariosus är en skidmossaart som beskrevs av Coe Finch Austin. Anthoceros scariosus ingår i släktet Anthoceros och familjen skidmossor. Inga underarter finns listade i Catalogue of Life.